# Cyrtosia nubila
Cyrtosia nubila is een vliegensoort uit de familie van de Mythicomyiidae. De wetenschappelijke naam van de soort is voor het eerst geldig gepubliceerd in 1925 door Bezzi, oorspronkelijk geplaatst in het geslacht Empidideicus.